# Daniela Biechl
Daniela Biechl (* 12. Januar 1984) ist eine ehemalige österreichische Biathletin und Skilangläuferin.
Daniela Biechl bestritt im Biathlon 2002 ihre ersten internationalen Rennen im Rahmen des Europacups der Juniorinnen. größter internationaler Erfolg wurde die Teilnahme an den Juniorenweltmeisterschaften 2003 in Kościelisko, wo sie 48. des Einzels, 38. des Sprints, 49. der Verfolgung und mit Selina Spitz und Sarah Stanonik 14. wurde. Ihre größten Erfolge erreichte Biechl national. Bei den Österreichischen Meisterschaften 2002 gewann sie mit Martina Leitinger und Christina Höck die Bronzemedaille im Staffelrennen, 2003 an der Seite von Selina Spitz und Sandra Flunger den Titel.
Im Skilanglauf bestritt Biechl im Dezember 2002 ihre ersten internationalen FIS-Rennen, 2004 erste Rennen im Skilanglauf-Continental-Cup. Mehrfach konnte sie gute, wenngleich nie herausragende Platzierungen erreichen. Nach 2005 bestritt sie keine internationale Rennen mehr.